# 위험한 아르바이트
《위험한 아르바이트》(Crimebroker, 다른 이름: Corrupt Justice)는 오스트레일리아, 일본에서 제작된 이안 배리 감독의 1993년 액션, 범죄, 드라마 영화이다. 가토 마사야 등이 주연으로 출연하였고 크리스 브라운 등이 제작에 참여하였다.

## 출연

### 주연
- 가토 마사야

### 조연
- 존 바흐
- 게리 스위트

## 기타
- 미술: 로저 포드